# Rheocyclops virginianus
Rheocyclops virginianus är en kräftdjursart som först beskrevs av Reid 1993.  Rheocyclops virginianus ingår i släktet Rheocyclops och familjen Cyclopidae. Inga underarter finns listade i Catalogue of Life.